# Loggia del Mercato Nuovo
La loggia del Mercato Nuovo, detta popolarmente anche loggia del Porcellino, è un edificio storico di Firenze, situato al centro dell'omonima piazza. Il nome deriva per distinzione col Mercato Vecchio, situato nella zona dove oggi sorge piazza della Repubblica, mentre il riferimento popolare è legato alla presenza della celeberrima fontana del Porcellino.
L'edificio appare nell'elenco redatto nel 1901 dalla Direzione Generale delle Antichità e Belle Arti, quale edificio monumentale da considerare patrimonio artistico nazionale.

## Storia

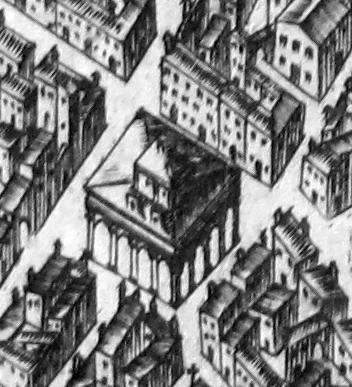
La loggia nella pianta del Buonsignori

La loggia fu eretta per volontà del granduca Cosimo I de' Medici su progetto del legnaiolo Giovanni Battista del Tasso tra il 1547 e il 1551, in modo da creare un'area coperta e destinata alla mercatura della seta e di oggetti preziosi (e negli ambienti sovrastanti destinata ad archivio degli atti notarili). Su tale struttura intervenne successivamente Bernardo Buontalenti), sostituendo alle colonne angolari quattro pilastri di rinforzo, "adattandovi otto nicchie da porvi statue di marmo alludenti alla Mercatura, e che la principale fosse Mercurio col caduceo", e utilizzando uno di questi per ricavare una scala a chiocciola per l'accesso ad uno stanzone soprastante.

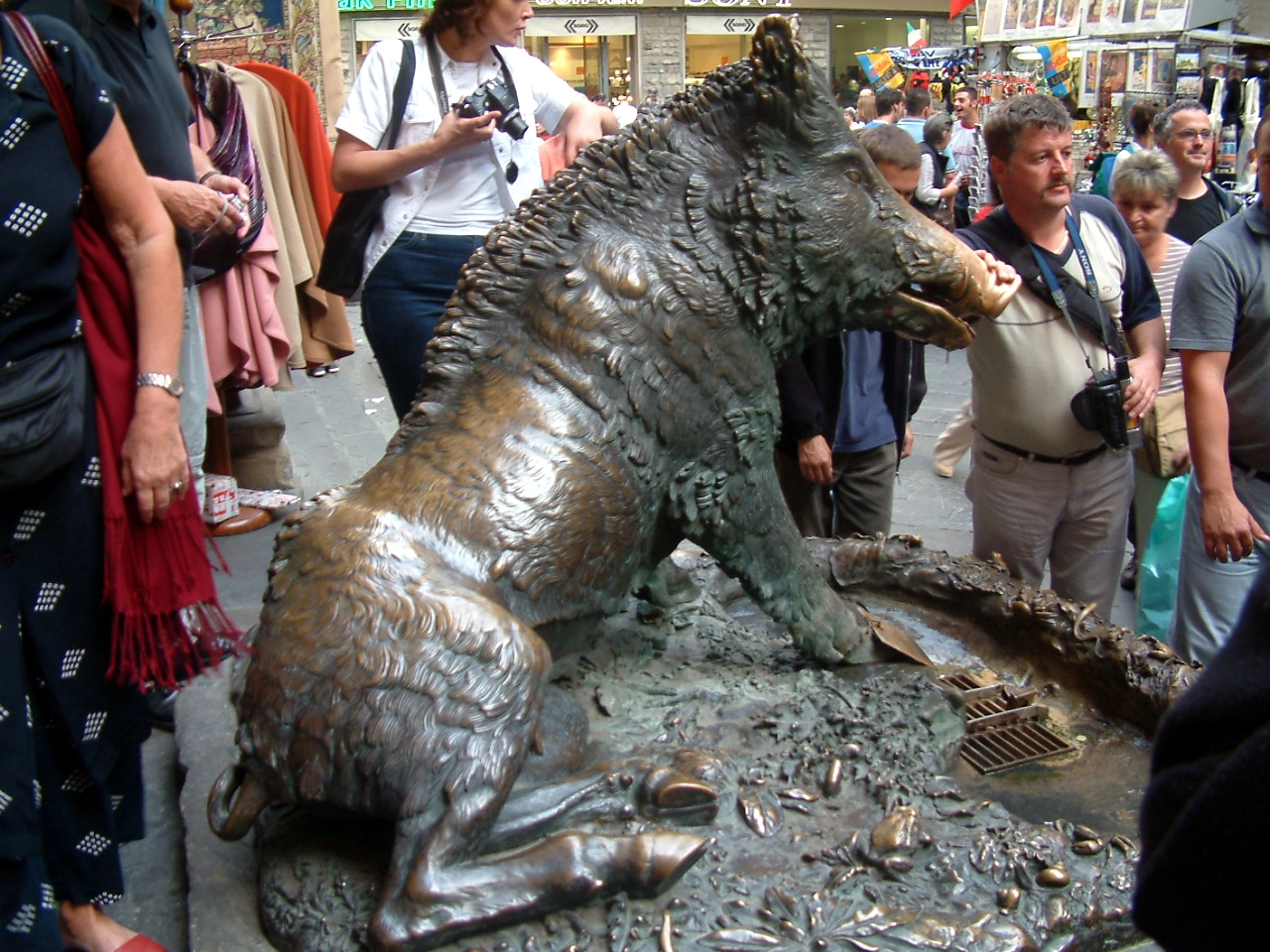
Il Porcellino

A impreziosire il luogo era inoltre un tempo un orologio con un putto realizzato da Andrea del Verrocchio che batteva le ore, e la fontana del Porcellino di Pietro Tacca, originariamente collocata sul lato di via Calimala. Presso la loggia ebbero luogo varie tradizioni e feste popolari.
La loggia fu restaurata nel 1838 su progetto dell'architetto Paolo Veraci e successivamente fu oggetto di un progetto volto a collocare nelle nicchie - a imitazione di quanto nei decenni precedenti era accaduto al loggiato degli Uffizi - una serie di otto statue di illustri fiorentini, ben presto naufragato ma nell'ambito del quale si realizzarono comunque le attuali tre statue. In quegli anni la loggia era molto nota come mercato dei cappelli di paglia di Firenze.
Al 1928-1931 - dopo un intervento di rifacimento delle tettoie condotto nel 1904 - è documentato un altro importante cantiere volto a ricostruire i gradini di accesso, a rinnovare le basi di colonne e pilastri, le modanature di capitelli e cornici e ancora a ripristinare la tettoia e rinnovare le grondaie.
Negli anni cinquanta del Novecento si intervenne negli stanzoni sotto tetto per dare migliore sistemazione all'archivio storico del Comune, che nel frattempo aveva preso il posto di quello notarile. Nel 1964-1965 fu interamente rifatta la pavimentazione e restaurata la ruota di marmo centrale. La loggia e le statue furono quindi restaurate nel corso di un intervento durato dal 1996 al 2003, su progetto dell'architetto Claudio Cestelli e del dottor Carlo Francini, con la direzione dei lavori di Claudio Cestelli (impresa esecutrice R.A.M.).

## Descrizione

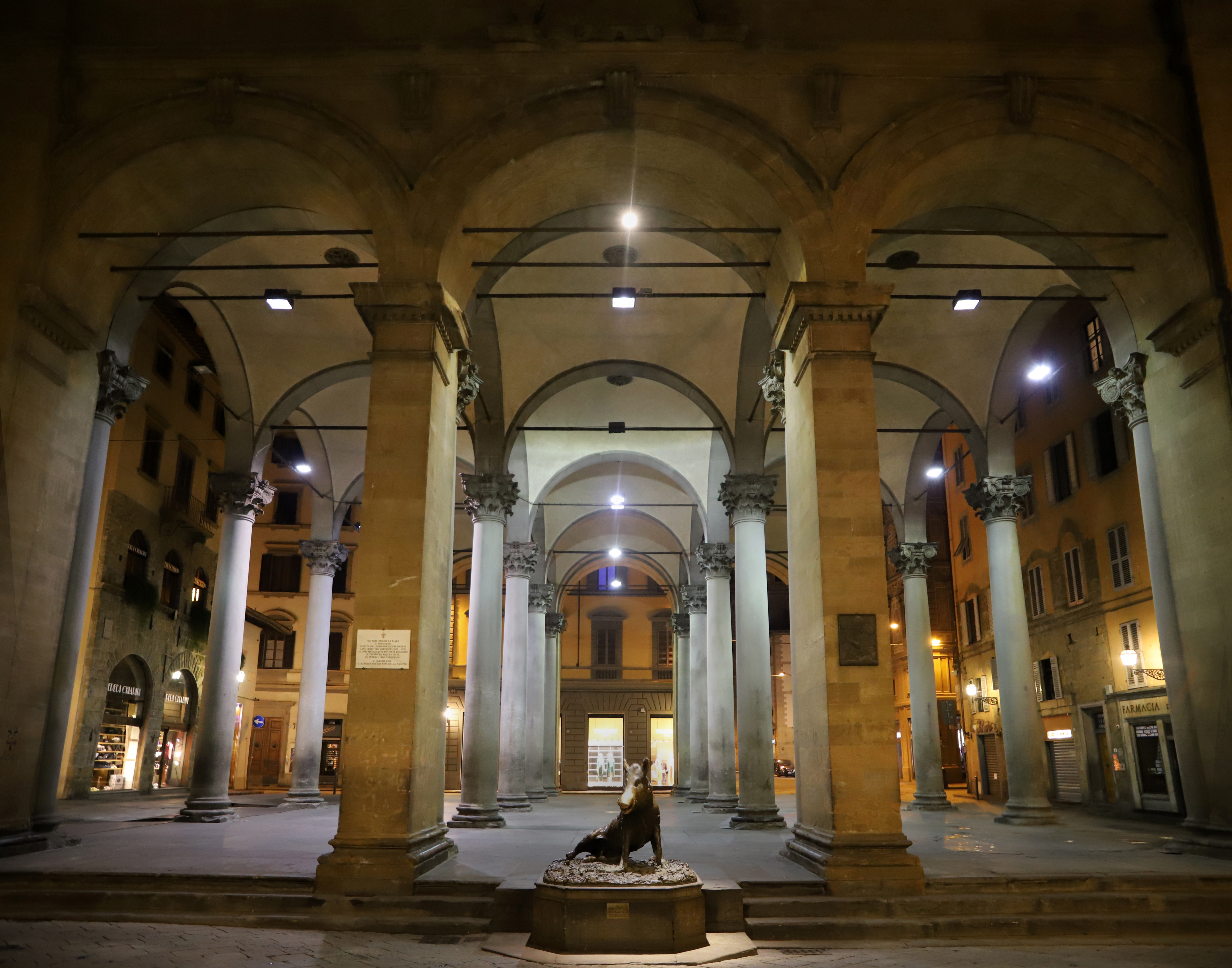
La loggia di notte

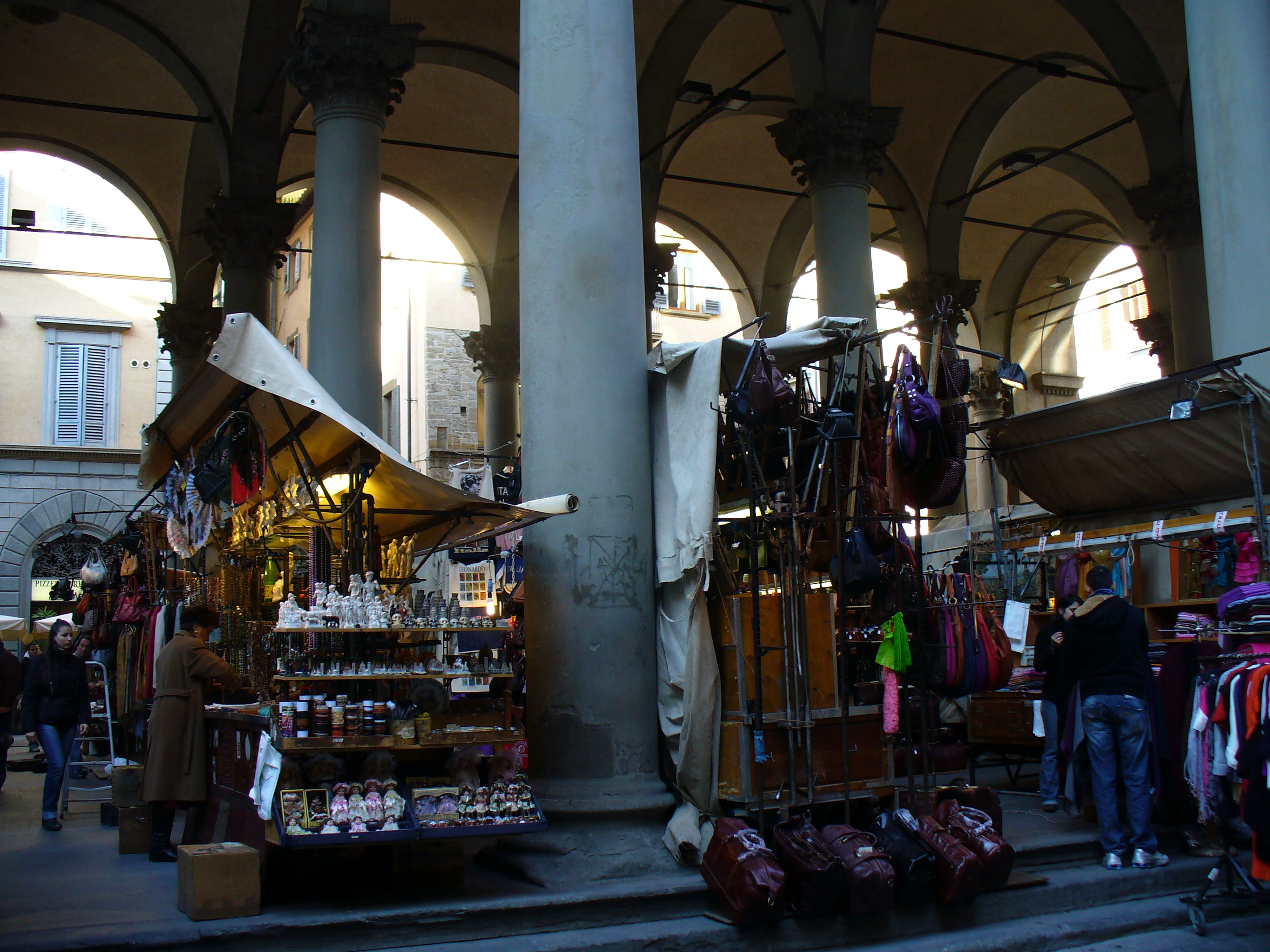
Il mercato attuale

Venti colonne composite e otto pilastri di pietra ornati di nicchie e tabernacoli s'innalzano sopra di un basamento di alcuni gradini, e vanno a sostenere degli archi a tutto sesto e le volte a vela ornate nel centro da una specie di rosone di pietra con l'insegna medicea degli anelli di diamante e il motto "Semper". Fra le volte e il tetto si trovano diversi stanzoni ai quali si ascende per delle scalette a chiocciola situate nei pilastroni angolari, che fino al tempo di Cosimo I furono destinati per Archivio degli Atti originali notariali, affinché fossero più al sicuro dalle accidentalità.
Al centro della parte alta dei quattro lati sono grandi targhe con leggere varianti nel disegno della cornice, due delle quali (quelle sui lati lunghi) contenenti una iscrizione in latino in lettere capitali romane (segnalata e trascritta da Francesco Bigazzi) in ricordo della munificenza di Cosimo I, datata al 1548.
Nel lato fronteggiante il palazzo della Borsa Merci è collocata la copia della fontana del Cinghiale di Pietro Tacca (1633 circa, l'originale attualmente conservato presso il Museo Bardini) nota come del Porcellino (già posta davanti a quella che è l'attuale farmacia del Cinghiale e qui trasferita in occasione del cantiere del 1928), a sua volta copia in bronzo dell'originale ellenistico in marmo oggi alla Galleria degli Uffizi.
Sul pilastro a sinistra della fonte è una targa posta nel 2005 che ricorda come qui fosse nata l'ispirazione per la fiaba Il porcellino, del novelliere danese Hans Christian Andersen. Sempre alle spalle dell'opera è una targa in memoria di don Giulio Facibeni, con bassorilievo eseguito da Mario Moschi nel 1969.

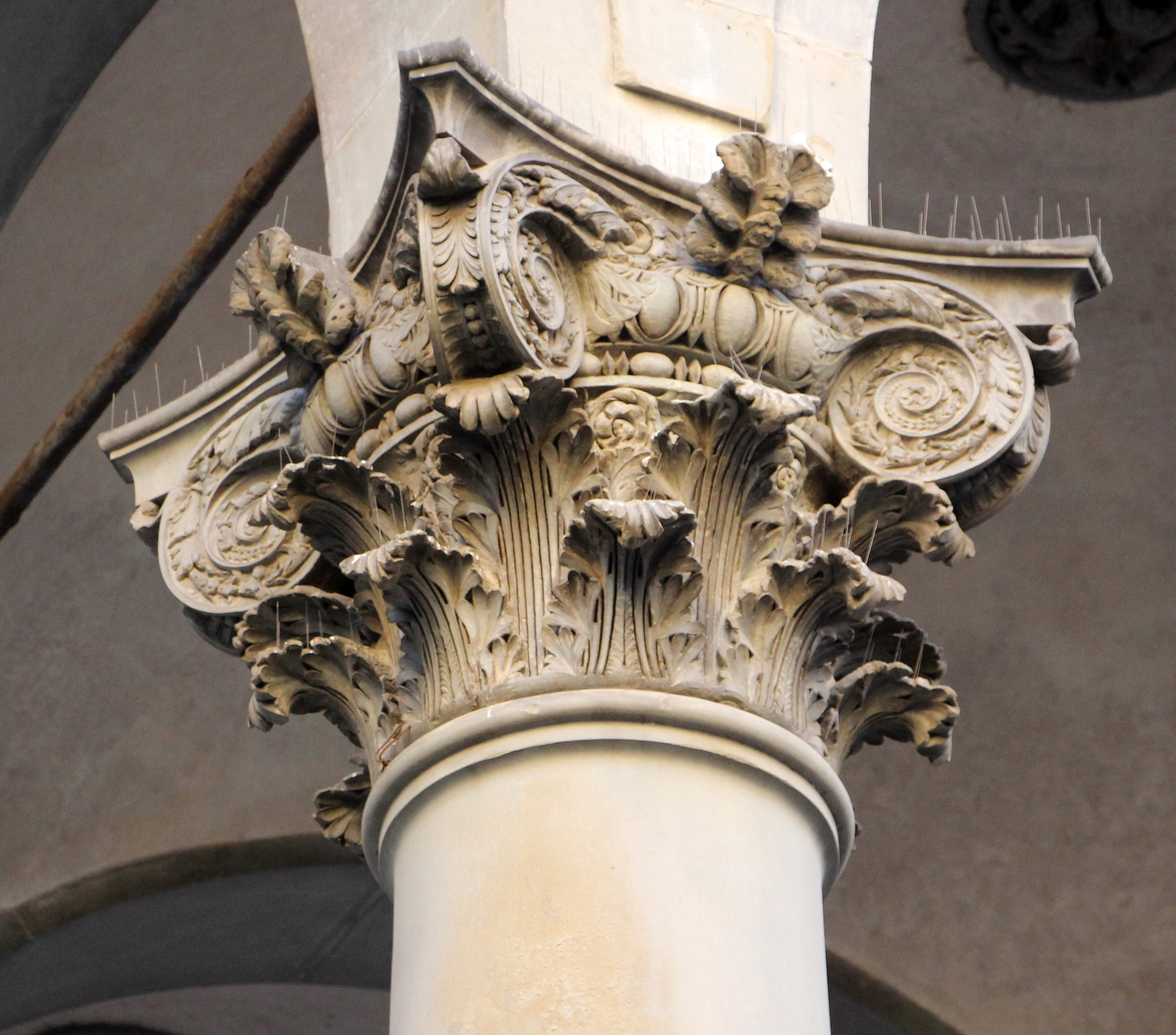
Un capitello
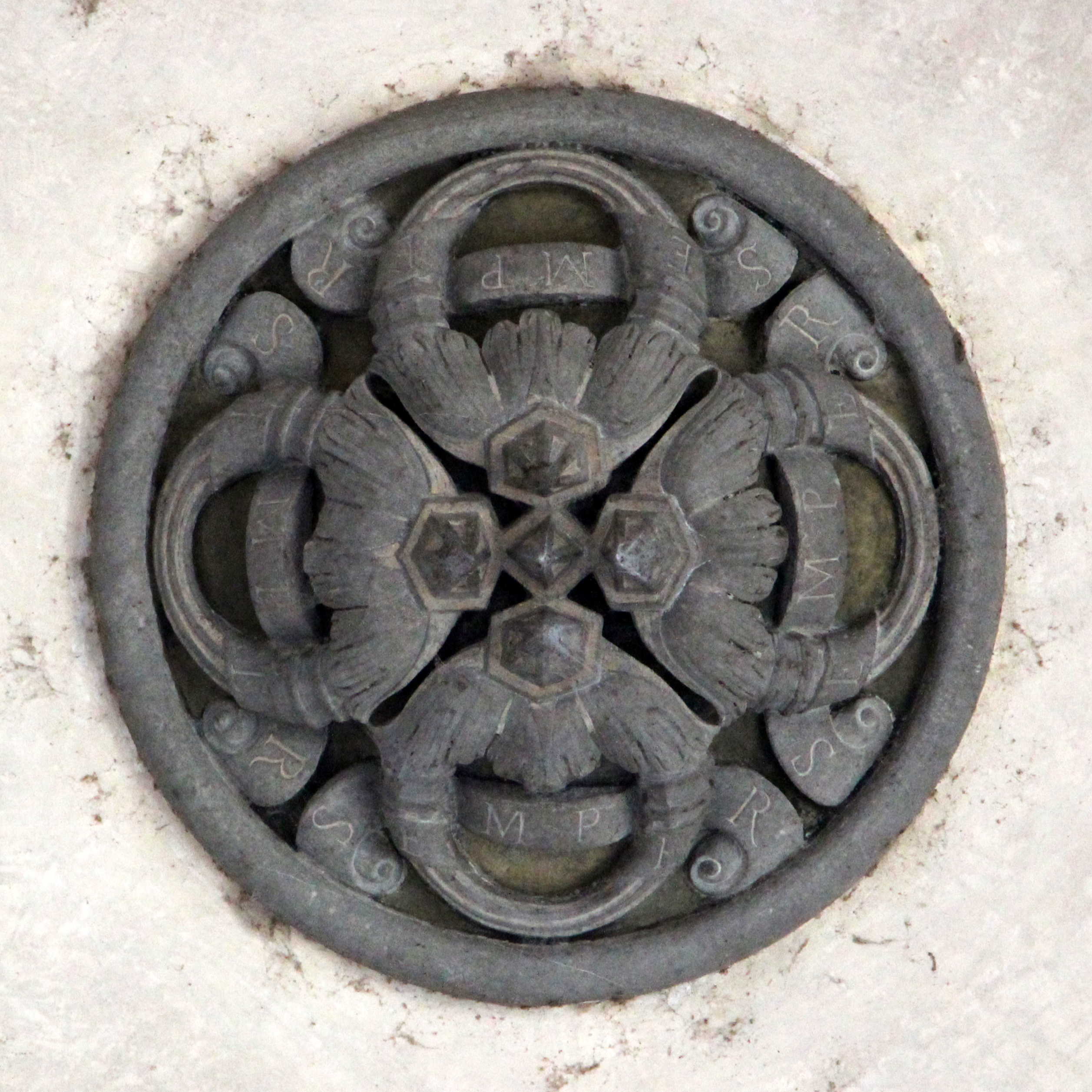
Chiave di volta con insegne medicee
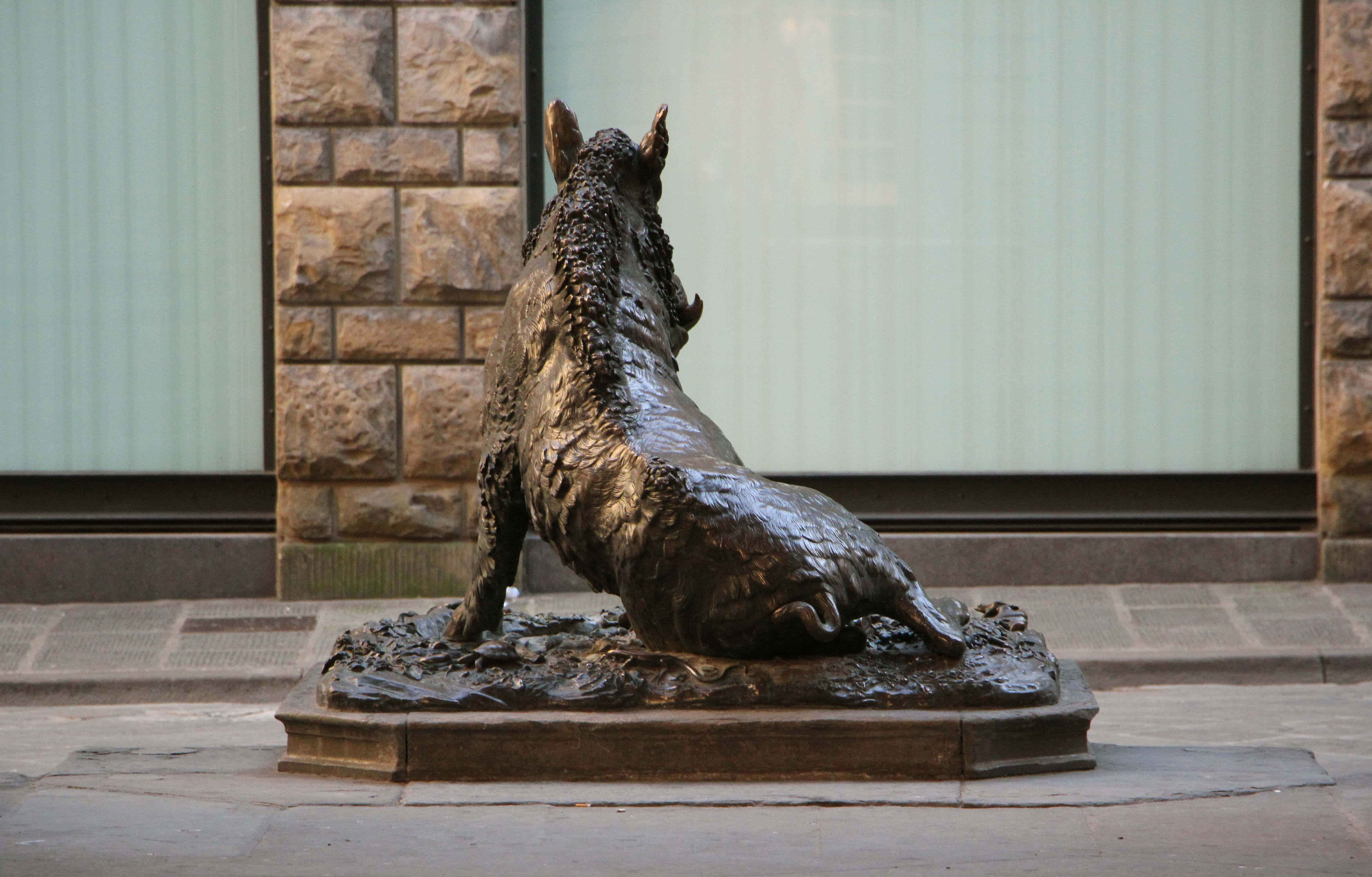
La fontana del Porcellino da dietro
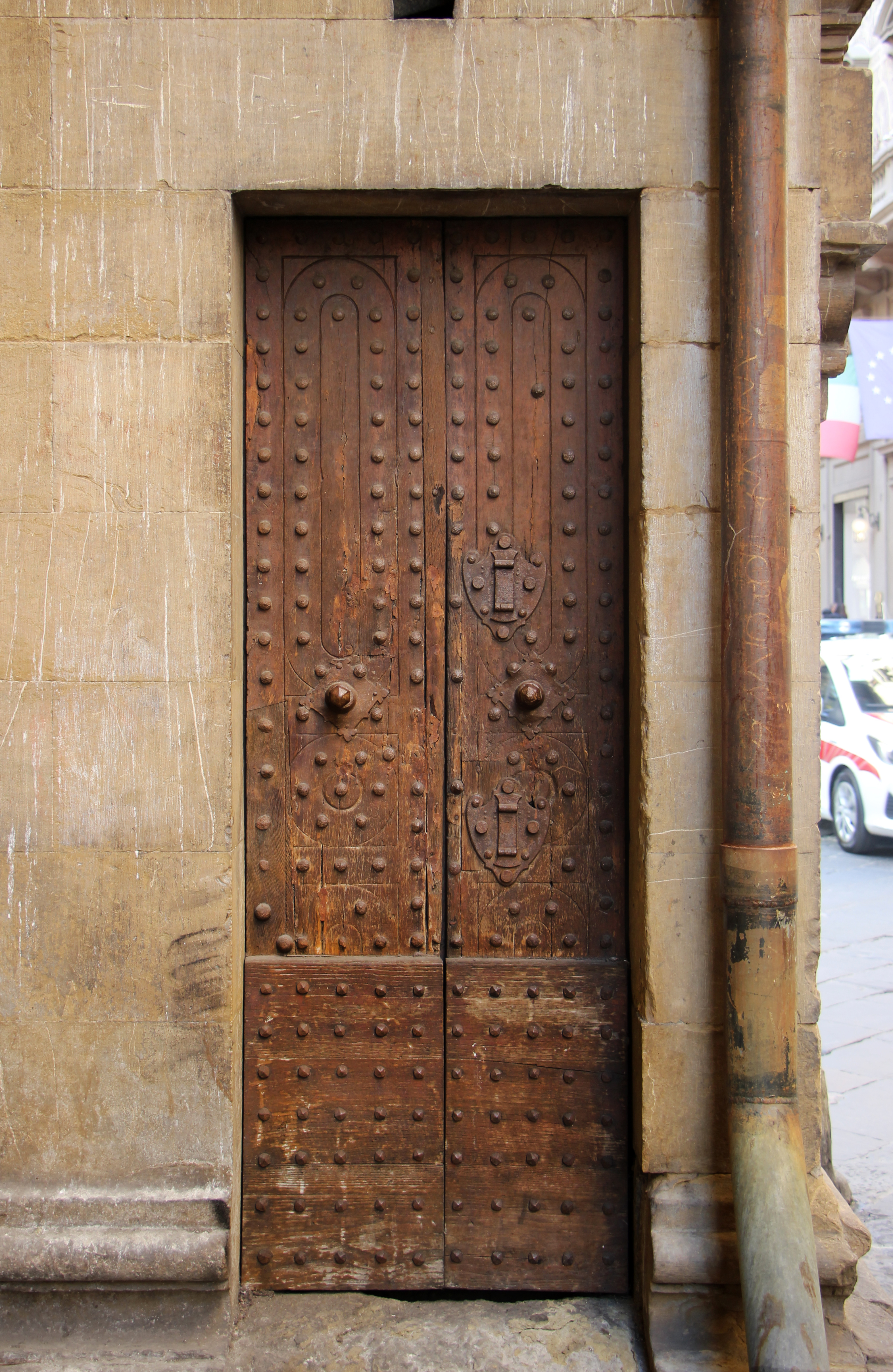
Una delle due porte per la scalinata verso il piano superiore
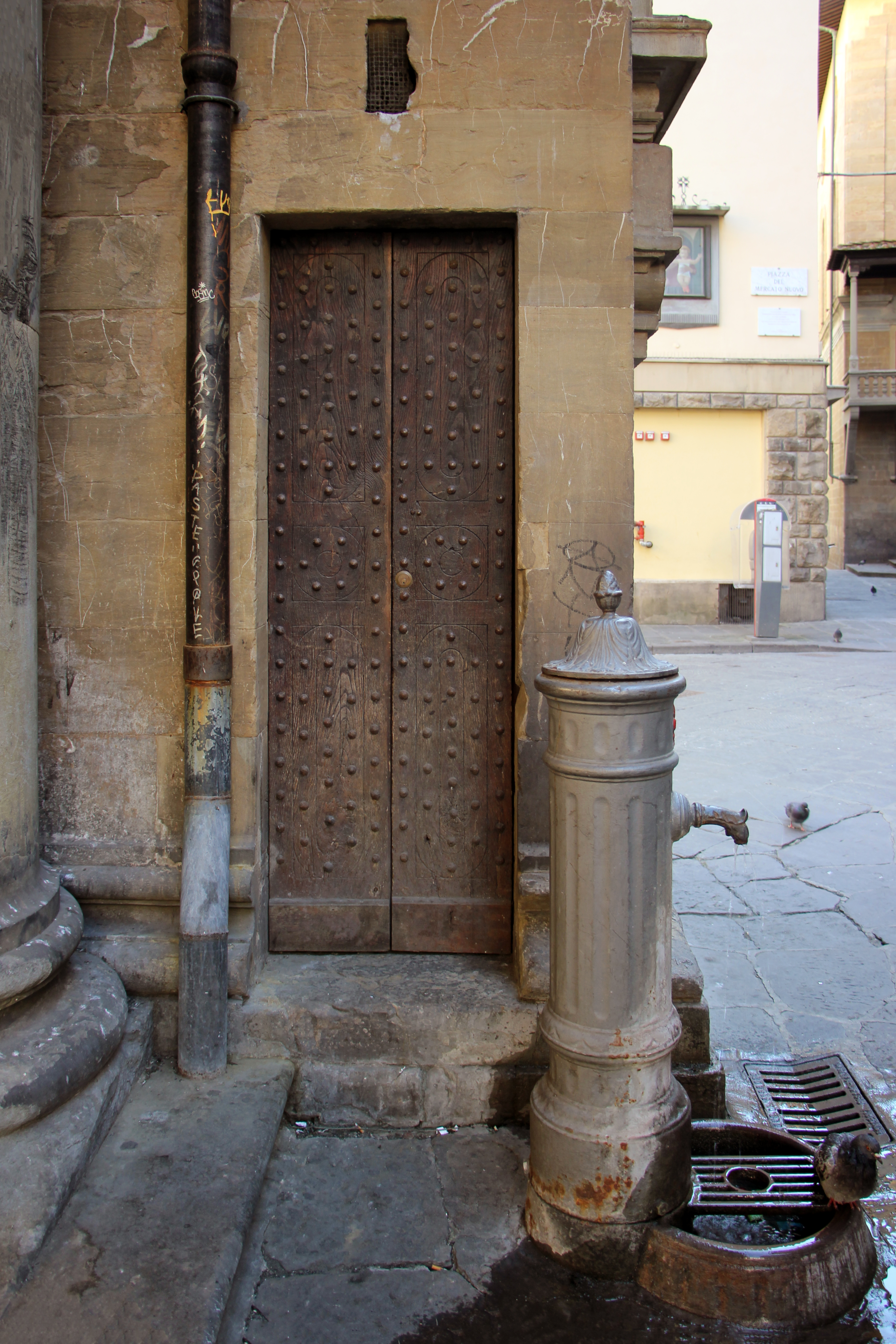
L'altra porticina sul lato sud ovest

### Fontana del Porcellino

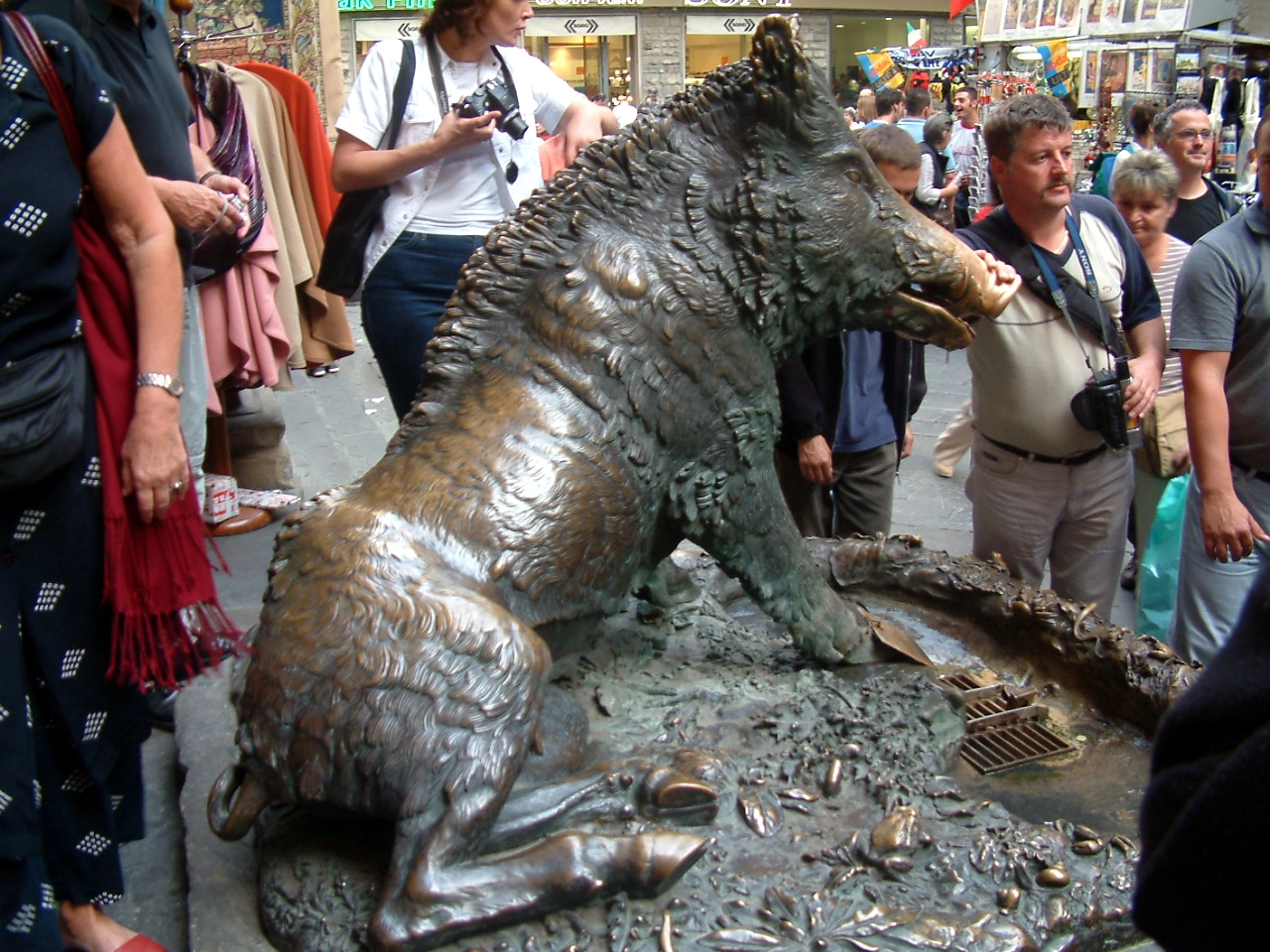
La fontana del Porcellino

La fontana è collocata al centro del lato della loggia del Mercato Nuovo fronteggiante il palazzo della Borsa Merci e, nonostante la sua notorietà, quella che si vede è un copia del 2008 dell'opera realizzata da Pietro Tacca nel 1633 circa (attualmente conservata presso il Museo Stefano Bardini), con un basamento realizzato dallo stesso verso il 1540 in occasione della sistemazione dell'opera come fontana pubblica, a ristoro dei commercianti e degli avventori del Mercato Nuovo. Peraltro la sua collocazione originale era sul lato orientale della loggia, nello spazio antistante la farmacia del Cinghiale, da dove venne qui trasferita in occasione dei lavori che interessarono la loggia nel 1928, per facilitare il traffico veicolare lungo l'asse di Por Santa Maria. Proprio l'uso continuativo del getto d'acqua portò già nel XIX secolo a un grave deterioramento del metallo, portò infine a produrne una copia installata nel 1857. Dopo la seconda guerra mondiale, essendosi radicato l'uso di sfregare il muso dell'animale per ingraziarsi la Fortuna e auspicare (per il turista occasionale) un ritorno a Firenze, si è posto il problema di una consunzione della stessa fusione del cinghiale del Tacca. Così, nel 1998, l'intera fonte è stata rimossa e sostituita da una copia che riproduce con grande fedeltà i punti di abrasione dell'originale e le varie patine superficiali, realizzata dalla Fonderia Marinelli nel 1988.

### Le statue

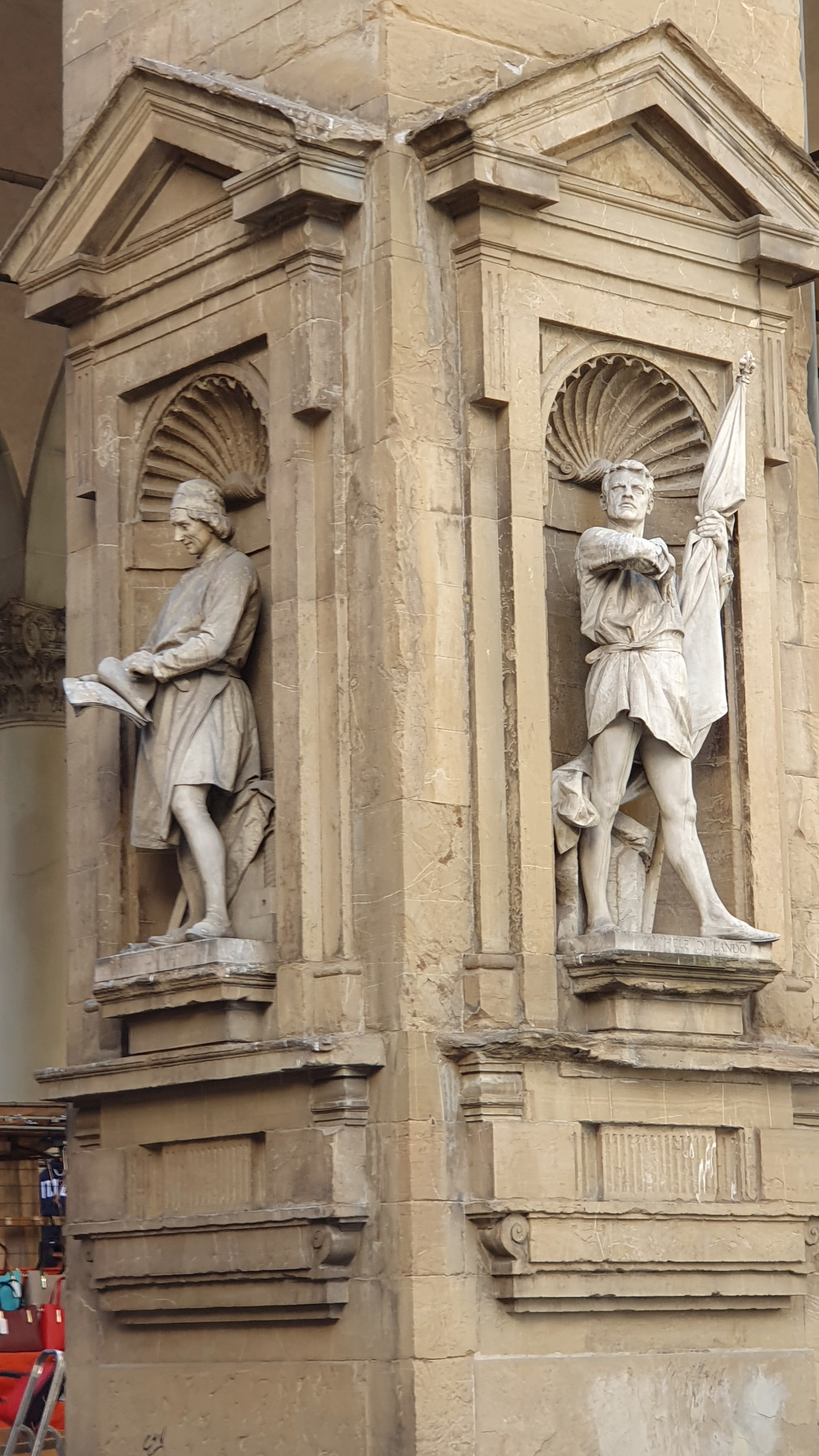
Nicchie con le statue

A fine Ottocento nacque un progetto volto a ornare le nicchie della loggia con statue celebrative di personaggi illustri, in analogia e completamento ideale dell'impresa che aveva visto tra il 1842 e il 1858 popolarsi il loggiato degli Uffizi con le effigi dei grandi toscani, e, come chiarito dagli stessi promotori dell'impresa, anche in ragione delle polemiche suscitate negli anni seguenti in merito ai personaggi comunque celebri che erano stati esclusi dal ciclo.
Per quanto delineatosi nei decenni precedenti, il progetto iniziò a concretizzarsi solo negli anni ottanta dell'Ottocento, con la costituzione di un Comitato per le Statue nella Loggia del Mercato Nuovo, inizialmente presieduto da Gaetano Milanesi, che accoglieva quali membri della commissione esecutiva, tra i molti, Guido Carocci, Odoardo Corazzini, Isidoro Del Lungo, Luigi Del Moro ed Enrico Pazzi. Anche in questo caso le dispute circa l'individuazione dei personaggi da celebrare furono accese, alimentate dalla testimonianza di Leopoldo del Migliore che nel 1684 ricordava come mel progetto originario le otto nicchiedovessero contenere "statue di marmo alludenti alla Mercatura".
Per quanto Pietro Franceschini avesse strenuamente sostenuto di conseguenza che le statue dovessero "avere soggetti che fossero stati utili al Commercio e lo avessero onorato" (anche perché l'insieme formasse così un monumento unico compensando le dimensioni ridotte delle singole figure da varie parti giudicate meschine) la commissione optò in realtà per una interpretazione ampia di questo indirizzo. Così, oltre ai tre personaggi le cui statue furono inaugurate tra il 1892 e il 1895 e che ancora oggi occupano le nicchie (Giovanni Villani, Bernardo Cennini e Michele di Lando), si indicarono gli ulteriori nomi da omaggiare in Folco Portinari (statua che avrebbe dopvuto scolpire Cesare Zocchi), Giovanni Battista del Tasso o Francesco Talenti (da Arturo Calosci), Andrea del Sarto (da Dante Sodini), Lorenzo Ghiberti (da Paolo Testi) e Luca della Robbia (da Urbano Lucchesi), tutti legati alla storia di Firenze dal Medioevo al Rinascimento ma non direttamente riconducibili al tema della mercatura.
Il fatto che il programma non venisse completato (per quanto non chiarito dalla letteratura rintracciata e consultata) è presumibilmente da addebitare al mutare delle istanze storiche del periodo, oramai teso a valori sempre più distanti dalle glorie municipali per il rafforzato nazionalismo, poi definitivamente consacrato con l'avvento della prima guerra mondiale.
| Immagine | Statua           | Autore             | Data      | Descrizione |
| -------- | ---------------- | ------------------ | --------- | --- |
|          | Bernardo Cennini | Emilio Mancini     | 1890-1892 | La statua fu affidata per l'esecuzione allo scultore Emilio Mancini con contratto sottoscritto il 28 maggio 1890, come attesta il documento ancora conservato presso l'Archivio storico del Comune di Firenze assieme a molte altre carte relative al progetto. L'inaugurazione si tenne il 22 aprile 1892. Il personaggio - in ragione del suo ruolo storico che lo indica come il primo a introdurre la stampa a caratteri mobili a Firenze - è raffigurato mentre osserva dei fogli stampati indossando un ampio grembiale di cuoio, con vicino ai piedi una vite da torchio e altri strumenti propri dell'arte tipografica. |
|          | Giovanni Villani | Gaetano Trentanove | 1889-1892 | La scultura in questione fu commissionata sul finire del 1889 e consegnata nel 1892. In questo caso anche Pietro Franceschini aveva sostenuto la scelta di Giovanni Villani, in quanto "banchiere e storiografo insigne della sua città". In ragione di questo suo ruolo il personaggio è raffigurato abbigliato con una corta veste legata in vita, sopra la quale è un ampio mantello fornito di cappuccio, mentre stringe nella mano destra una penna e nella sinistra sostiene un libro aperto, con evidente riferimento alla Nuova Cronica, resoconto da lui redatto sulla storia di Firenze dall'antichità agli anni quaranta del Trecento. Per la definizione della figura, tra i molti riferimenti rintracciabile nell'iconografia storica del personaggio, è chiaro come lo scultore abbia guardato con attenzione alla statua dedicata a Giotto, realizzata da Giovanni Dupré (del quale Trentanove era stato allievo) per il loggiato degli Uffizi. |
|          | Michele di Lando | Antonio Bortone    | 1895      | La scultura fu assegnata ad Antonio Bortone (1895), quindi inaugurata il 31 agosto 1895. Il personaggio - in ragione del suo ruolo storico che lo vide fautore e capo della rivolta dei Ciompi - è raffigurato eretto, a capo scoperto, mentre porta al petto la mano sinistra e con la destra stringe uno stendardo, segnato al vertice dall'asta dal giglio fiorentino. Così, dalle pagine di "Arte e Storia" del 1895, si elogiò e si precisò il significato dell'opera: "La figura è ben modellata, mossa, ricca di sentimento e d'espressione, e riproduce a meraviglia il carattere dell'ardito popolano che i suoi concittadini chiamarono a capo del governo della Repubblica Fiorentina. Michele di Lando è vestito da uomo del popolo ed è raffigurato nel momento in cui, sollevando la bandiera del popolo, si pone alla testa de' Ciompi tumultuanti per costituire il nuovo reggimento popolare".                                                |

### Lapietra dello scandaloodell'acculata

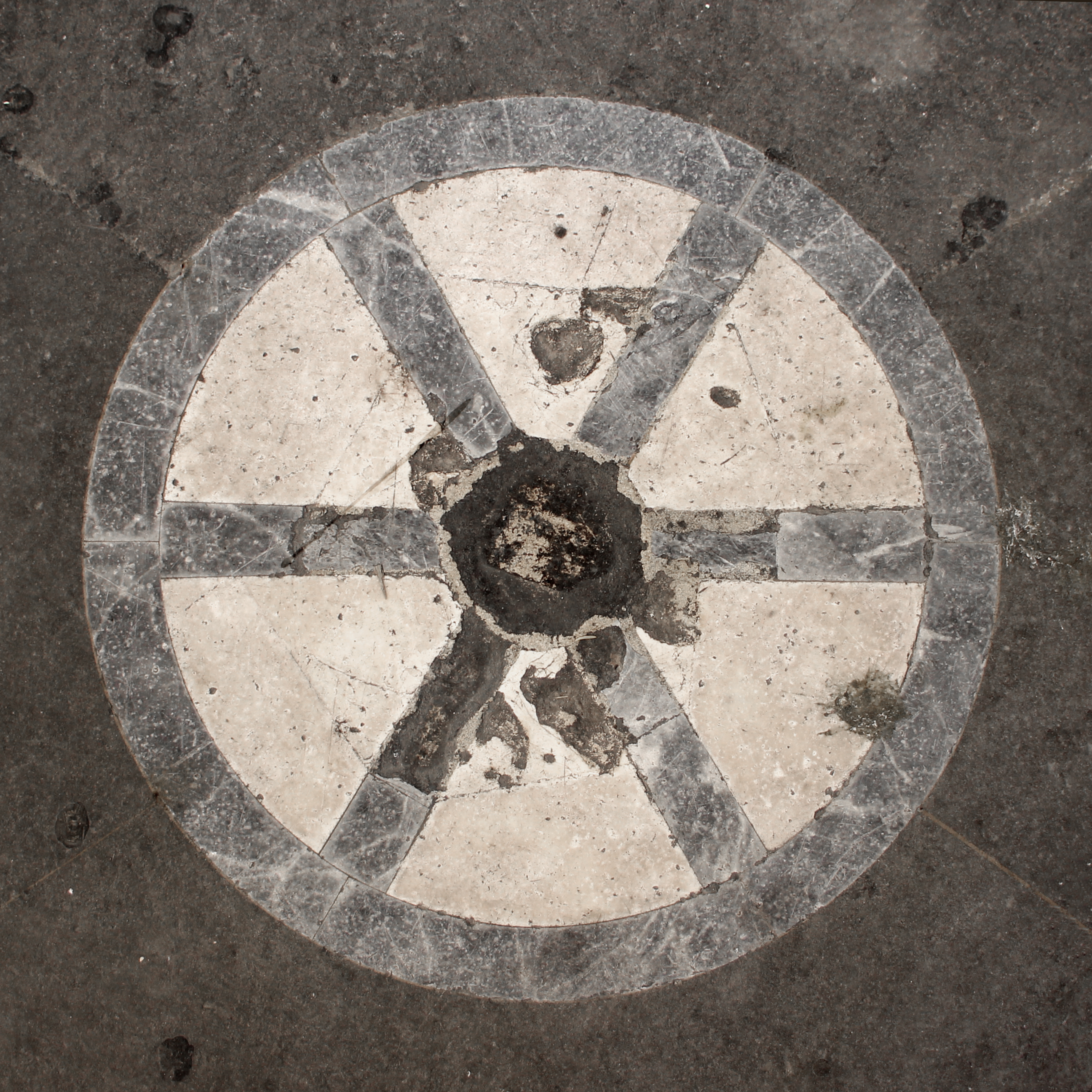
La "pietra dello carroccio" o "dello scandalo"

Una curiosità del luogo è la cosiddetta pietra dello scandalo o dell'acculata, un tondo marmoreo bicolore posto al centro della loggia visibile solamente quando non ci sono bancarelle. Tale pietra (quella che si vede è un rifacimento del 1838 e di nuovo restaurato nel 1885) riproduce a grandezza naturale una delle ruote del Carroccio, simbolo della Repubblica fiorentina, sul quale veniva issato il gonfalone della città: sul punto contrassegnato dalla pietra veniva infatti posizionato il Carroccio attorno al quale si riunivano le truppe fiorentine prima di ogni battaglia.
La pietra aveva anche un'altra funzione: era il punto esatto dove venivano puniti i mercanti disonesti e i debitori insolventi nella Firenze rinascimentale. La punizione consisteva nell'incatenare i malcapitati e una volta calate le braghe ne venivano battute le natiche ripetutamente sulla pietra, secondo l'"acculata". Da questa usanza umiliante sarebbero nati dei modi di dire popolari come "essere con il culo a terra" e, forse, l'espressione "sculo", inteso come sfortuna.

### Lapidi
Sulla loggia del Mercato Nuovo, in alto sui lati orientale e occidentale, si trovano due lapidi di dedica della costruzione dell'edificio, quasi identiche.
| COSMVS MEDICES FLOREN DVX II PVBLICAE MAGNIFICENTIAE ET SALVBRITATIS ERGO PORTICVM TRANSVERSO COLVMNARVM ORDINE VNDIQVE PERMEABILEM ADVERSVS OMNEM COELI CONTVMELIAM NEGOCIANTIBVS INFORO CIVIBVS SVIS EXSTRVXIT M D XLVIII |

Traduzione: «Cosimo de' Medici, secondo Duca di Firenze, innalzò nel 1548, per pubblica magnificenza e salubrità, un portico con una fila trasversale di colonne, accessibile da ogni parte, contro ogni offesa del cielo, a beneficio dei suoi cittadini che negoziavano nel mercato». Sull'iscrizione davanti via Val di Lamona la data sembra corretta in seguito a un errore: su due II è stata incisa una V. 

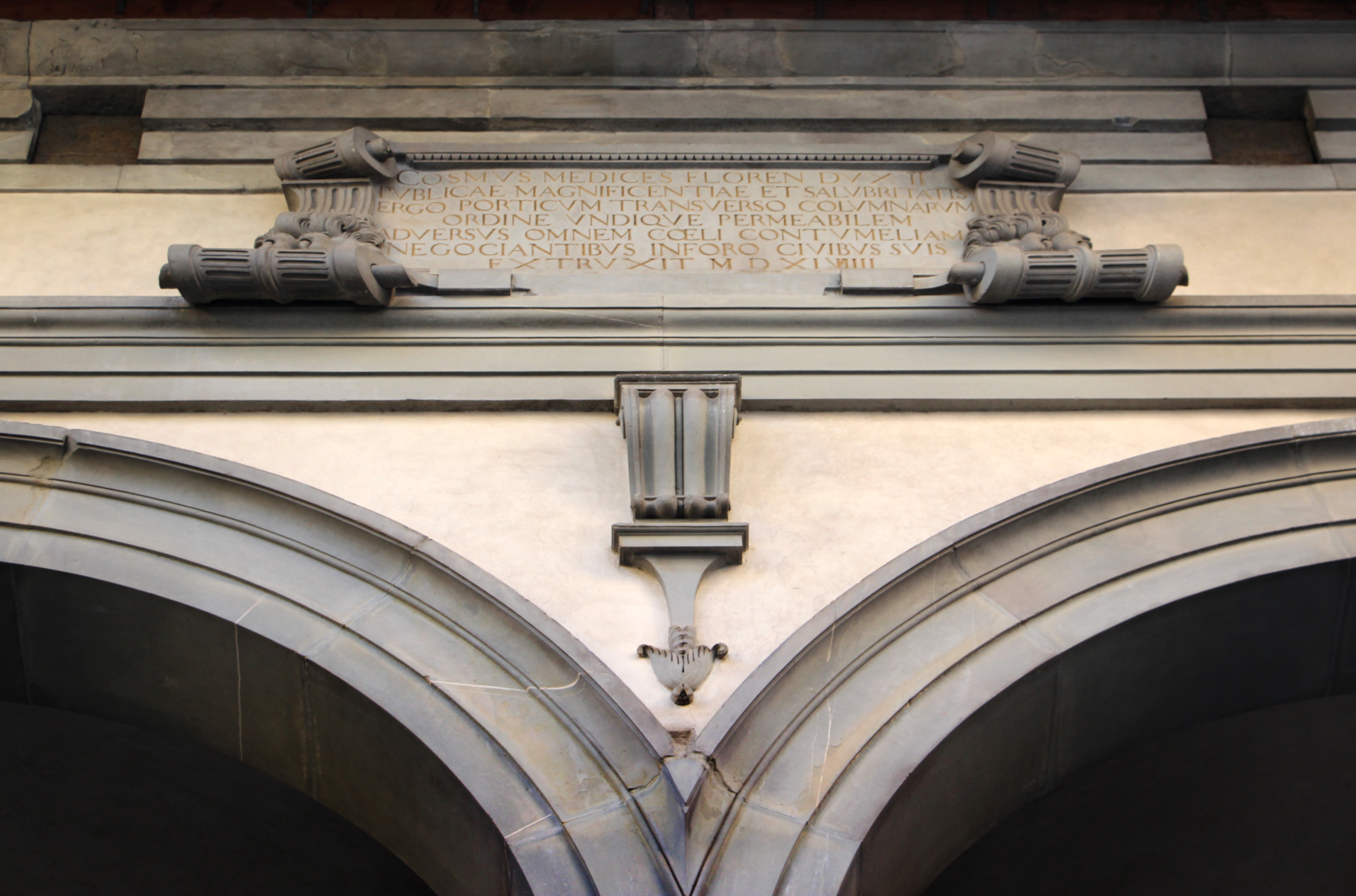
L'iscrizione est
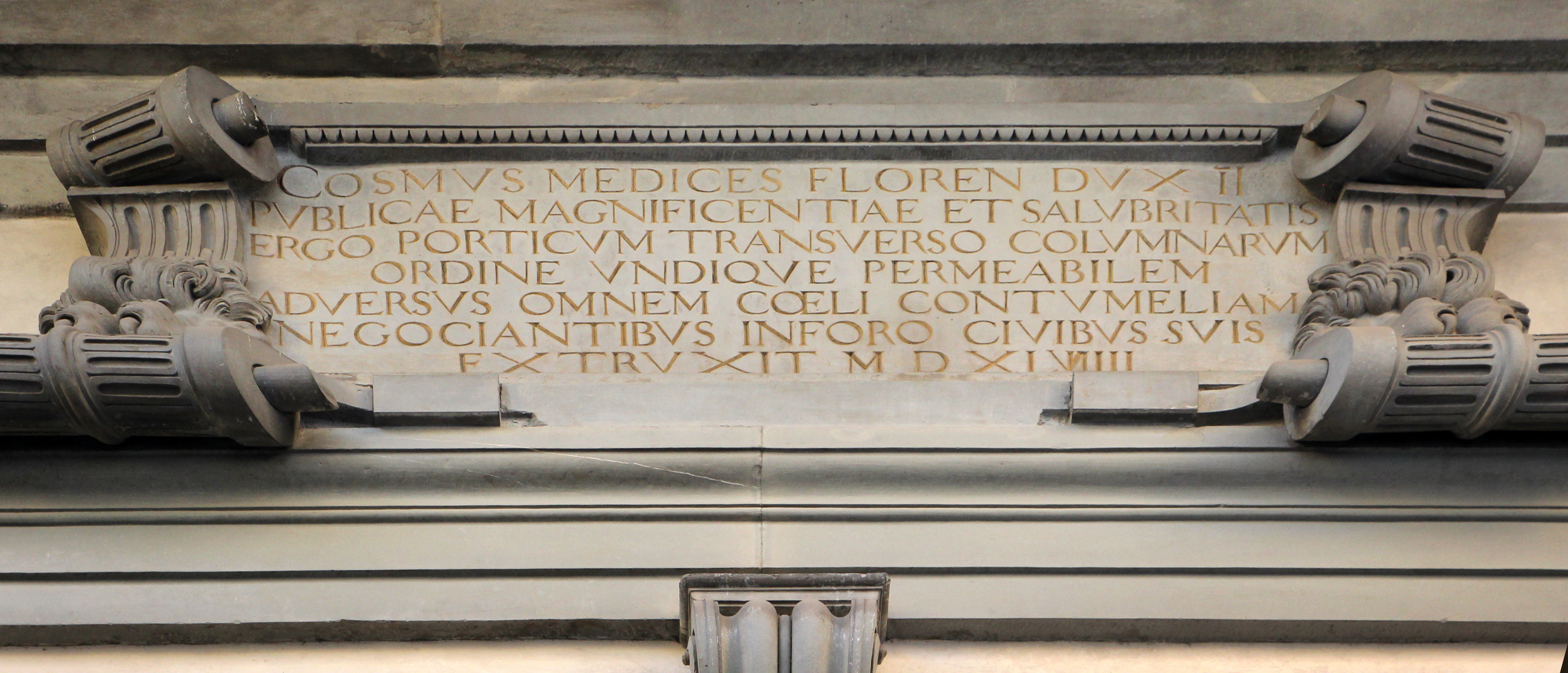
L'iscrizione est

Su uno dei pilastri è presente una lapide del 2005 che ricorda la fiaba Il Porcellino di Hans Christian Andersen, citato come "Handersen":
| QUI EBBE ORIGINE LA FIABA IL PORCELLINO SCRITTA DAL NOTO NOVELLIERE DANESE HANS CHRISTIAN HANDERSEN (1805 - 1875) CHE AMÒ FIRENZE DOVE PIÙ VOLTE SOGGIORNÒ DEFINENDO LA NOSTRA CITTÀ "UN INTERO LIBRO ILLUSTRATO" IL COMUNE POSE A MEMORIA DEI 200 ANNI DALLA NASCITA |

Su uno dei pilastri nei pressi del Porcellino si trova una placca dedicata a don Giulio Facibeni, che lo ritrae a bassorilievo baciato amorevolmente da due bambini e la scritta "Credidimus Charitati". L'opera è dello scultore Mario Moschi (1969).

## Bibliografia

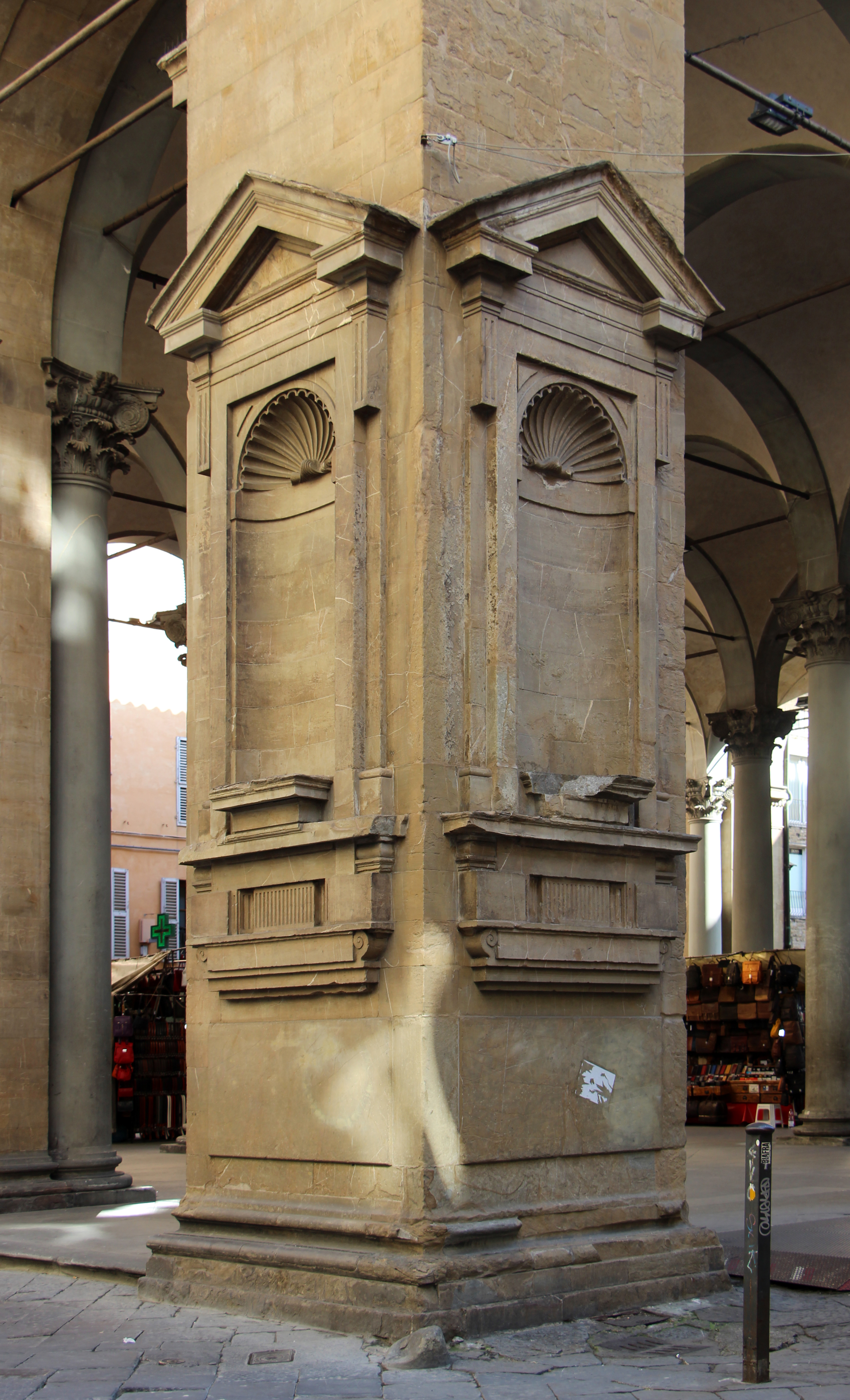
Pilastro angolare

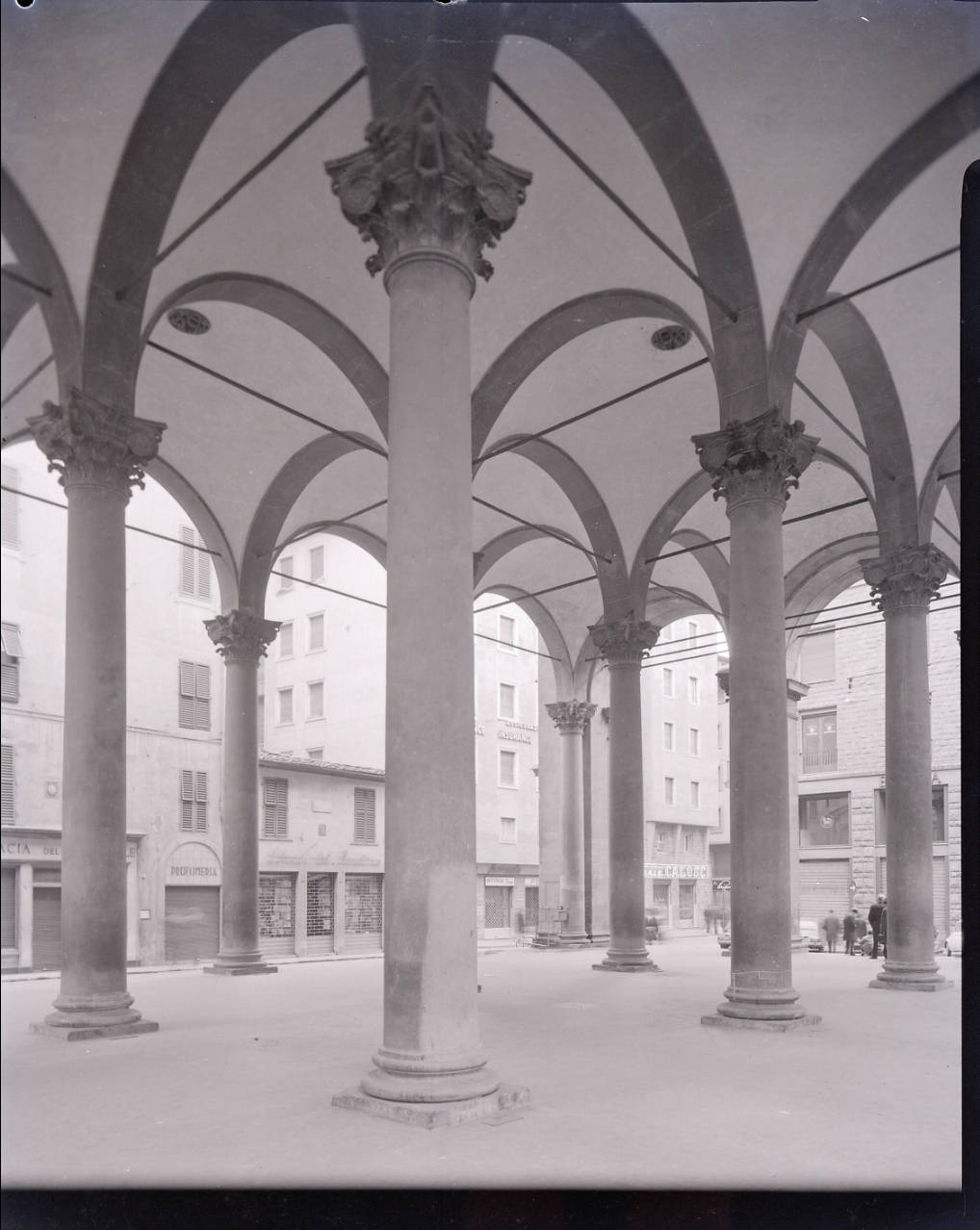
Le arcate nel 1975

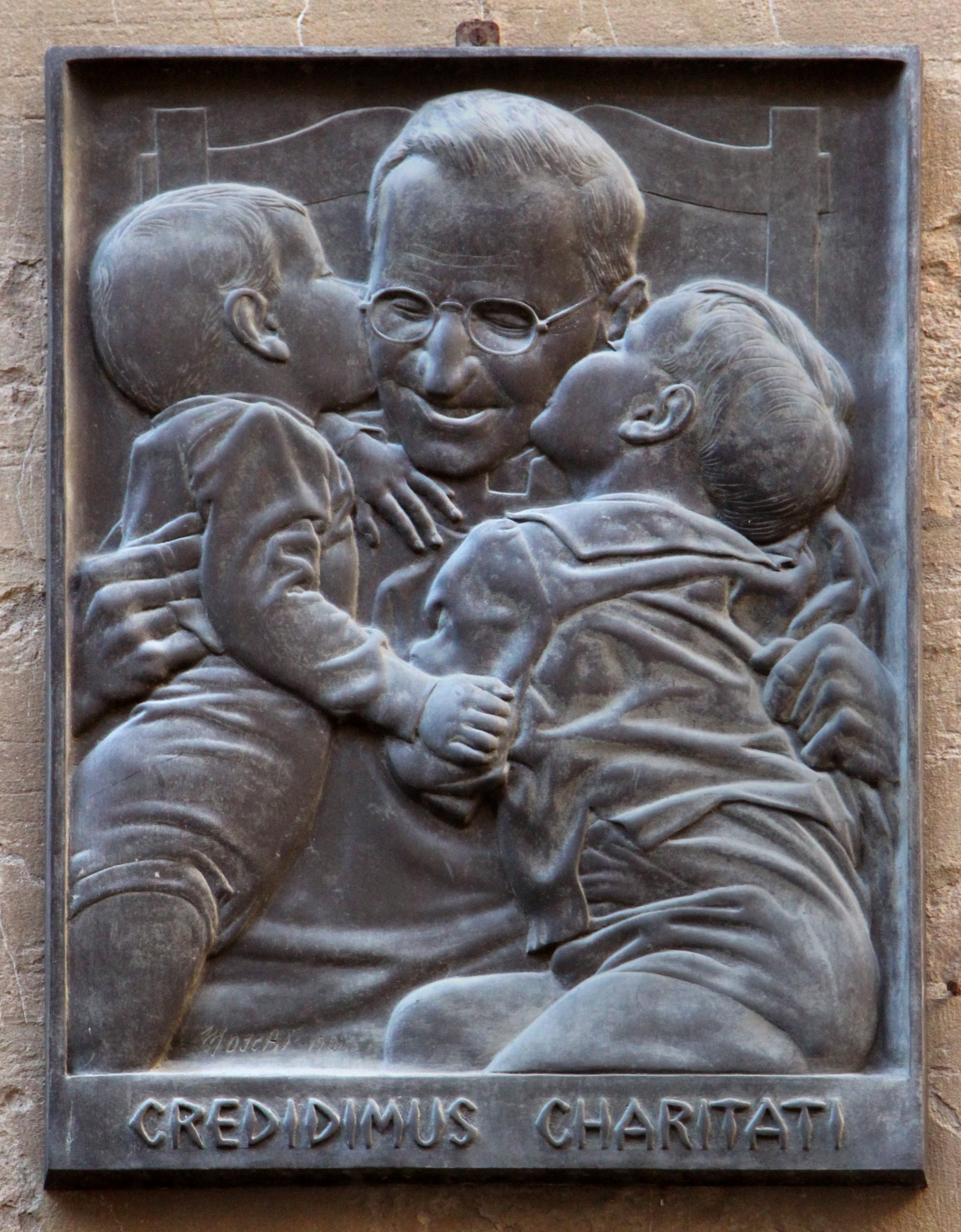
La lapide a don Giulio Facibeni